# Georg Christoph Wagenseil
Georg Christoph Anton Wagenseil (ur. 29 stycznia 1715 w Wiedniu, zm. 1 marca 1777 tamże) – austriacki kompozytor, teoretyk muzyki, organista, klawesynista i pedagog
Jego rodzina pochodziła z bawarskiego miasta Augsburg i trudniła się handlem. Muzyki uczył go nadworny kompozytor Johann Joseph Fux. Wagenseil komponował sam od 1739 do śmierci na dworze cesarskim. Jego uczniem był Johann Baptist Schenk, którego z kolei uczniem był Ludwig van Beethoven. Do uczniów Wagenseila należała również Maria Antonina, a młody Wolfgang Amadeus Mozart grał na dworze głównie jego utwory.
Wagenseil, dziś nieco zapomniany, był znaczącym i wpływowym kompozytorem w swych czasach, zaliczanym do kompozytorów szkoły starowiedeńskiej. Jego dzieła cenili Joseph Haydn i Mozart, którzy je dobrze znali i wzorowali się na nich. Wagenseil komponował opery, chorały, symfonie, koncerty. Wraz z innymi kompozytorami, jak Georg Matthias Monn i Karl Ditters von Dittersdorf, tworzył wczesny klasycyzm wiedeński w muzyce, zaliczany do stylu galant.
Johann Christoph Wagenseil i Christian Jacob Wagenseil to jego dalecy krewni.